# Rifugio Marinelli Bombardieri
Il rifugio Marinelli Bombardieri è un rifugio situato nel comune di Lanzada (SO), in Valmalenco, nel massiccio del Bernina (Alpi Retiche occidentali), a 2.813 m s.l.m.

## Storia
Il rifugio, di proprietà del CAI di Sondrio, fu costruito nel 1880 e denominato rifugio Scerscen dal vallone in cui si trova. Fu uno dei primi rifugi costruiti in tutte le Alpi Retiche. Dopo la morte del suo ideatore, Damiano Marinelli, nel 1882 venne intitolato a lui. Nel tempo fu soggetto a numerosi ampliamenti (1906, 1915, 1917, 1925 e 1938), finché, dopo la seconda guerra mondiale, per impulso di Luigi Bombardieri venne raddoppiato. Alla sua morte, in seguito alla tragica caduta dell'elicottero che lo trasportava nel 1957, il suo nome venne aggiunto nell'intitolazione del rifugio.

## Caratteristiche e informazioni
Il rifugio ospita fino a 160 persone ed è aperto nel mese di aprile per il periodo dello sci alpinismo primaverile, e dalla fine del mese di giugno alla metà del mese di settembre.

## Accessi
Da Lanzada si raggiunge in auto Campo Moro (1.970 m). Di qui il rifugio è raggiungibile in 3 ore e mezza.

## Ascensioni
- Pizzo Bernina - 4.049 m
- Piz Roseg - 3.937 m
- Punta Marinelli - 3.182 m

## Traversate
- Rifugio Marco e Rosa (3599 m) in ore 3.30
- Rifugio Roberto Bignami (2401 m) in ore 2
- Rifugio Carate Brianza (2636 m) in ore 2
- Chamanna Coaz (2610 m) in ore 5
- Bivacco Parravicini (3183 m) in ore 2
- Bivacco Pansera (3546 m) in ore 2